# Vukova Gorica
Vukova Gorica je malá vesnice v Chorvatsku v Karlovacké župě. Je součástí opčiny Netretić. Nachází se blízko hranic se Slovinskem, asi 19 km západně od Karlovace. V roce 2011 zde žilo 52 obyvatel. Název znamená "vlkova hořice (malá hora)".
Vukova Gorica je napojena na silnici D3, blízko též prochází dálnice A1. Sousedními vesnicemi jsou Dugače, Glavica, Gornje Prilišće, Jarče Polje, Johi a zaniklá vesnice Račak.
Vesnice je známá především díky odpočívce Vukova Gorica na dálnici A1.